# فرودگاه سن فرناندو (فیلیپپین)
فرودگاه سن فرناندو (فیلیپپین) (به انگلیسی: San Fernando Airport (Philippines)) (به زبان بومی: Paliparan ng San Fernando) یک فرودگاه همگانی با کد یاتا SFE است . این فرودگاه در شهر سن فرناندو کشور فیلیپین قرار دارد و در ارتفاع ۴ متری از سطح دریا واقع شده است.